# Asszír népirtás
Az asszír népirtás (szírül: ܣܝܦܐ, ejtsd: szajfo; törökül: Süryani Soykırımı) az Oszmán Birodalom történetének végén, az első világháború idején, 1914 és 1918 között zajlott, az ifjútörökök uralma alatt. 

## Története

### Cselekmények
Észak-Mezopotámia (Tur Abdin és Sziirt régiók), a mai Északkelet-Törökország (Hakkari és Van tartomány), valamint a mai Irán Urmia tartományának asszír lakosságát a török és kurd haderők deportálták és népirtást követtek el ellenük. A kínzások és kivégzések során becslések szerint mintegy 275 000 ember (köztük nők, öregek és gyerekek) vesztette életét.

### Következmények
A népirtás elől nagy tömegekben vándoroltak az európai országokba és Észak-Amerikába, létrehozva az asszír diaszpórát. Míg az I. világháború előtt az asszírok fele a mai Törökország délkeleti részén (elsősorban Hakkari tartományban) élt, a modern Törökországban alig maradtak asszírok (1923-ban csupán 30 000 volt a számuk). A 20. század második felében a libanoni polgárháború, az iráni iszlám köztársaság elnyomó politikája és az iraki diktatúra miatt újabb tömegeik hagyták el szülőföldjüket. Ezért ma az asszír nép mintegy negyede a diaszpórában él.

## Fordítás
Ez a szócikk részben vagy egészben  az   Assyrian diaspora című angol Wikipédia-szócikk fordításán alapul.  Az eredeti cikk szerkesztőit annak laptörténete sorolja fel. Ez a jelzés csupán a megfogalmazás eredetét és a szerzői jogokat jelzi, nem szolgál a cikkben szereplő információk forrásmegjelöléseként.